# José María "Kolla" Mercado
José María "Kolla" Mercado (9 de agosto de 1930, Abra Pampa - 5 de marzo de 2010, Tilcara) fue un músico, cantautor, recopilador y poeta argentino dedicado a la difusión de la cultura jujeña.Además de intérprete de quena, charango, guitarra y otros instrumentos populares, fue el compositor de numerosas obras de folclore argentino. Diversos artistas del noroeste de Argentina lo reconocen como un maestro y referente de este estilo musical.

## Su vida

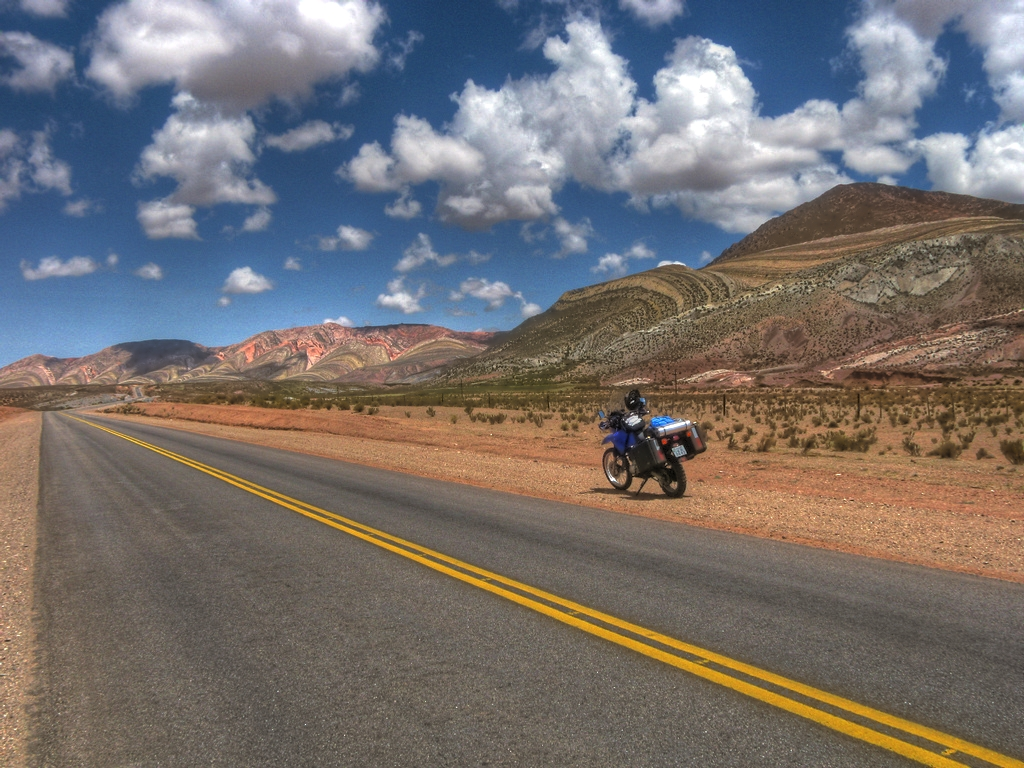
La zona de Abra Pampa, donde nació José María "Kolla" Mercado.

José María Mercado nació en Abra Pampa, en la provincia argentina de Jujuy. Estudió en la Escuela Normal de Humahuaca, donde se recibió de maestro.Ejerció la docencia como maestro rural en escuelas de la Puna, dictando clases de quena, charango, guitarra, poesía y coplas.En su carrera musical, formó el conjunto Los Changuitos de la Puna, con el que recorrió diversos escenarios de su provincia natal.
En 1955 se radicó en La Plata con el fin de convertirse en ingeniero agrónomo por la Universidad Nacional de La Plata. Al poco tiempo abandonó sus estudios universitarios, dedicándose a la docencia en la Escuela N°18 que funciona en la Unidad 9 de la mencionada ciudad, a la música y producción musical. .También fue profesor de instrumentos típicos argentinos en la Escuela de Danzas Tradicionales José Hernández de La Plata.
En La Plata vivió durante cinco décadas y allí se convirtió en una referencia de la música puneña y ofició como anfitrión de los músicos provenientes de Jujuy que llegaban a a esa ciudad.Integró conjuntos como Los Cumpas del Tafí y Los Changos del Xibi-Xibi y compartió escenarios con otros músicos jujeños radicados en la provincia de Buenos Aires, como Domingo Mercado, Francisco Chamorro, Sumacay, Tomás Lipán, Jaime Torres y Bruno Arias.En la ciudad de La Plata participó del coro Antares como charanguista y se presentó en la Ciudad Autónoma de Buenos Aires con el cuarteto de cuerdas Los Chasquis.
Además de su actividad musical, produjo los libros Puya Puya y Abra Pampa de Domingo Zerpa y Poesía Puneña de Diocles Urzagasti.
Falleció en Tilcara, donde eligió vivir sus últimos días acompañado de su familia, amigos y músicos de la región.

## Su obra y legado
Mercado es reconocido por su labor en la preservación y difusión del patrimonio intangible de la Puna y Quebrada Jujeña.
Su obra aborda la poesía y las canciones sobre la Puna y la Quebrada de Humahuaca. Entre sus composiciones más reconocidas se encuentran Clavelito Tilcareño, Soy de la Puna, El Aaguilareño y Linda Purmamarqueñita.Muchas de sus obras fueron grabadas por artistas como Uña Ramos, Jaime Torres, Tomás Lipán, Bruno Arias, Gustavo Patiño y Tukuta Gordillo.
Aunque José María "Kolla" Mercado no se consideraba un recopilador, en su repertorio reunía, además de sus propias composiciones, obras anónimas, así como de Justiniano Torres Aparicio, Joaquín Burgos, W. Alfaro y de otros.
Realizó algunas producciones musicales de los músicos: Máximo Gregorio Puma; Tomás Lipán; Gustavo Patiño; Marcia y Alfredo; "Chango" Bellido; Domingo Mercado; Tulio Bartolini; Chele Díaz y Valeriano Avilés. También produjo los álbumes de los poetas: Domingo Zerpa, Germán Walter “Churqui” Choquevilca  y Jorge Calvetti.

## Homenajes y reconocimientos
Cuando regresó a Tilcara por última vez, se realizó un homenaje organizado por el músico y amigo Gustavo Patiño, en el que participaron músicos como Tomás Lipán, los músicos de Ricardo Vilca y Tukuta Gordillo entre muchos otros.
En 1998 recibió el premio Homero Manzi en La Plata. Fue declarado ciudadano ilustre de Abra Pampa.Desde 2010, el escenario del Festival de Huancar lleva su nombre. 
En el 2021 fue recordado por amigos, músicos y su familia en un homenaje en San Salvador de Jujuy.
Cada año, se realizan homenajes en su nombre en diferentes lugares de Argentina, como Uquía, Tilcara o La Plata. En la capital bonaerense, la Peña del Kolla que él creó a fines de la década de 1990 aún sigue en actividad y lleva su nombre.